# Virusoide
Os virusoides são agentes infecciosos que afetam plantas em conjunção com um vírus assistente; o vírus assistente é requerido para que se dê uma infecção com sucesso. Os virusoides são constituídos por RNA de cadeia simples.
São partículas de RNA circular, também denominados RNA-satélites, incapazes de se autoduplicar de forma autônoma. Dependem, para isso, da existência de um vírus auxiliar, com a ajuda do qual eles se duplicam. Considera-se que os virosóides são parasitas moleculares dos vírus auxiliares.